# Bob Rae
Robert Keith "Bob" Rae (ur. 2 sierpnia 1948 w Ottawie) – polityk kanadyjski. Życie polityczne rozpoczął w partii NDP. W latach 1978–1982 był posłem do kanadyjskiego parlamentu, a od 1982 do 1996 był przewodniczącym swojej partii w prowincji Ontario, zasiadając w parlamencie prowincji. Po zwycięstwie swojej partii w wyborach prowincjalnych w 1990, był premierem Ontario do 1995. Po przegranych wyborach zrezygnował z kierowania partią i zasiadania w parlamencie w 1996, i zaczął pracować w sektorze prywatnym. W późnych latach 90. opuścił szeregi partii NDP, następnie stał się jej krytykiem.
Od 2002 zaczął wracać do aktywnego życia politycznego, wiążąc się tym razem z Partią Liberalną, 5 kwietnia 2006 oficjalnie prosząc o jej członkostwo. 24 kwietnia 2006 ogłosił, że będzie ubiegał się o urząd przewodniczącego partii. W grudniu 2006, podczas konwencji partii, uzyskał trzecie miejsce (przewodniczącym został Stéphane Dion). Po porażce Rae ogłosił, że będzie ubiegał się o miejsce w kanadyjskim parlamencie. 17 marca 2008 wygrał wybory uzupełniające w okręgu Toronto Centre zdobywając mandat poselski.